# Martin Carthy
Martin Carthy MBE, född 21 maj 1940 i Hatfield, Hertfordshire, är en brittisk folksångare och gitarrist. Carthy gjorde sina första soloskivor på 1960-talet och blev snabbt en förebild för många folksångare och gitarrister. Bland annat använde Paul Simon Carthys arrangemang av Scarborough Fair som grund för Simon & Garfunkels tolkning av sången. Under de första skivorna samarbetade Carthy med violinisten Dave Swarbrick, ett samarbete som återupptagits från 1990-talet och framåt. Carthy var under två skilda perioder medlem i Steeleye Span och har även sjungit och spelat med grupperna Brass Monkey, The Watersons och Waterson:Carthy. Carthy har belönats av drottning Elizabeth II för sina insatser för engelsk traditionell musik.

## Diskografi
Studioalbum (solo eller med Dave Swarbrick)
- 1965 – Martin Carthy
- 1966 – Second Album
- 1967 – Byker Hill
- 1968 – But Two Came By
- 1969 – Prince Heathen
- 1971 – Landfall
- 1972 – Shearwater
- 1974 – Sweet Wivelsfield
- 1976 – Crown of Horn
- 1979 – Because It's There
- 1982 – Out of the Cut
- 1988 – Right of Passage
- 1990 – Life and Limb
- 1992 – Skin and Bone
- 1998 – Signs of Life
- 2004 – Waiting for Angels
- 2006 – Straws in the Wind